# Ченоа
Мария Лаура Коррадини Фаломир (исп. María Laura Corradini Falomir, более известная как Chenoa; род. 25 июня 1975, Мар-дель-Плата, Аргентина) — известная аргентинско-испанская поп-певица, ставшая популярной после участия в телевизионном конкурсе Operación Triunfo.

## Биография
Выросла на Мальорке.
Большая часть исполняемых ею песен звучат на испанском языке, однако есть некоторые песни и на английском. С 2002 года показатели продаж альбомов составили более одного миллиона.

## Дискография

### Студийные альбомы
- 2002: Chenoa
- 2003: Mis canciones favoritas
- 2003: Soy mujer
- 2005: Nada es igual
- 2006: Contigo donde estés
- 2007: Absurda Cenicienta
- 2009: Desafiando la gravedad
- 2011: Como un fantasma (EP)
- 2013: Otra Dirección
- 2016: #SoyHumana